# Koto Indarung
Koto Indarung is een bestuurslaag in het regentschap Aceh Selatan van de provincie Atjeh, Indonesië. Koto Indarung telt 448 inwoners (volkstelling 2010).